# Yokaichi
Yokaichi (八日市市; -shi) era uma cidade japonesa localizada na província de Shiga.
Em 2003, a cidade tinha uma população estimada em 44 823 habitantes e uma densidade populacional de 852,15 h/km². Tem uma área total de 52,60 km².
Recebeu o estatuto de cidade a 15 de Agosto de 1954.
Em 11 de fevereiro de 2005 o município deixou de existir, unindo-se a outros quatro e dando origem à cidade de Higashiomi.